# منش اونت ماشین سافتور(شرکت)
منش اونت ماشین سافتور، همچنین به عنوان ام یو ام (MuM) شناخته می‌شود، یک ارائه دهنده نرم‌افزار تخصصی در طراحی / ساخت به کمک رایانه (CAD/CAM) است. حوزه کسب و کار این شرکت به دو بخش تقسیم می‌شود: نرم‌افزار M+M - نرم‌افزار استاندارد برای ساخت به کمک رایانه، مدل‌سازی اطلاعات ساختمان و مهندسی به کمک رایانه و خانه سیستم - و بخش دوم، راه حل‌های دیجیتالی سازی خاص مشتری، آموزش و مشاوره برای مشتریان از صنعت، ساخت و ساز و زیرساخت.
گردش مالی سالا نه این شرکت در سال ۲۰۲۰ ۲۴۳٫۹۸ میلیون یورو بوده‌است. این شرکت ۹۴۸ نفر را در حدود ۷۵ محل بین‌المللی استخدام کرده‌است. سهم M+M در فرانکفورت (مقیاس۳۰) و مونیخ (m:access) فهرست شده‌است.

## تاریخچه
این شرکت در سال ۱۹۸۴ توسط آدی ترودلف تأسیس شد و در سال ۱۹۹۷، ام یو ام (MuM) به عنوان هشتمین شرکت در Neuer Markt شروع به کار کرد.
در ژانویه ۲۰۱۹، ام یو ام (MuM) شرکت سازنده نرم‌افزار Sofistik را که متخصص در محاسبه، طراحی و ساخت پروژه‌های ساختمانی است، را در خود ادغام کرد.

## مناطق تجاری

### صنعت
ام یو ام (MuM) حدود دو سوم ارزش افزوده خود را در بخش صنعت کسب می‌کند، به عنوان مثال مهندسی مکانیک، ساخت وسایل نقلیه/هواپیما/ کشتی، ساخت قالب و ابزار، مهندسی فرایند، هیدرولیک، پنوماتیک، مهندسی برق یا طراحی صنعتی.

### ساخت و ساز
یک سوم ارزش افزوده این شرکت از صنعت ساخت و ساز می‌آید، به عنوان مثال معماری، خدمات ساختمان، مهندسی عمران، ساخت پل / تونل، مهندسی عمران، زیرساخت، مدیریت املاک یا باغبانی و محوطه سازی. همچنین تعدادی راه حل متقاطع وجود دارد، به عنوان مثال کارخانه دیجیتال، PDM/PLM، شبیه‌سازی، ساخت کارخانه یا تجسم/ انیمیشن که بخشی از درآمد این شرکت است.

### توسعه نرم‌افزار
در سال ۲۰۱۸، بخش نرم‌افزار با نرم‌افزارهای CAD /CAM, BIM و CAE ابن شرکت، بیش از ۵۵٫۷ میلیون یورو درآمد کسب کرد.

### خانه هوشمند
خانه هوشمند راه حل‌های دیجیتالی سازی را برای نیازهای خاص مشتری طراحی می‌کند که شامل آموزش و خدمات ارائه می‌شود. طبق اظهارات خود، این شرکت بزرگترین شریک فروش Autodesk در اروپا است.
مشتریان در این بخش عبارتند از دویچه بان، میله، Stadtwerke Bad Homburg و BLS AG.

### سمینارها
با BIM Ready، ام یو ام (MuM) دوره‌های آموزشی را برای کارکنان درگیر در پروژه‌های BIM ارائه می‌دهد. طراحان فنی، برنامه ریزان اجرایی و مبتدیان BIM آموزش ساخت BIM را تکمیل می‌کنند. محتوای آموزش شامل قوانین مدل‌سازی، تبادل داده‌ها از طریق کلاس‌های بنیاد صنعت (IFC) و اثرات BIM در عمل است. Man and Machine یکی از شرکت‌های آموزشی رسمی است که فرمت تبادل اطلاعات BIM در ساخت و ساز تعریف شده توسط کلاس‌های بنیاد صنعت (IFC) را در سمینارها آموزش می‌دهد. ام یو ام عضو انجمن BuildingSMART است.

## شرکت تابعه

### OpenMind Inc
شرکت تابعه Open Mind AG در راه حل‌های CAD/CAM با نرم‌افزار hypermill تخصص دارد. محلول هایپرمیل و hypercad-S برای فرزکاری، حفاری و تراشکاری در زمینه‌های مختلف مانند مهندسی مکانیک، ساخت ابزار و قالب، صنایع خودروسازی و هوافضا و همچنین در فناوری پزشکی، اسباب بازی، مورد استفاده در صنایع جواهرات و ساعت‌سازی استفاده می‌شود. .

### SOFiSTiK AG
SOFiSTiK AG نرم‌افزار استاتیک و تقویتی را برای ساخت پل، تونل و ساختمان تولید می‌کند، پروژه‌هایی که شامل BMW World در مونیخ می‌شود. مدل‌ساز پل SOFiSTiK طراحی و محاسبه پل‌ها را به صورت سه بعدی و پارامتریک، همان‌طور که توسط BVMI، با قابلیت BIM نیاز دارد، ممکن می‌سازد.

### DATAflor AG
DATAflor نرم‌افزاری را برای باغبانی و محوطه سازی، معماران منظر، کارهای خاکی و مهندسی عمران توسعه می‌دهد. DATAflor در سال ۱۹۸۲ تأسیس شد. این نرم‌افزار شامل بخش برنامه‌ریزی گرافیکی، محاسبات تجاری و صورتحساب کامل است با نرم‌افزار دنیای باغ‌های مجازی در مراحل مختلف گل دهی فصلی.

### ام یو ام (MuM) Mechatronik GmbH
ام یو ام (MuM) Mechatronik GmbH مجوز نرم‌افزار برنامه‌ریزی مهندسی برق Escad را از طرف Autodesk در سال ۲۰۱۵ صادر کرد. از این رو، ام یو ام (MuM) جانشین eXs را توسعه داد که در برنامه‌ریزی پروژه CAE برای تجارت صنعتی مهندسی برق، مهندسی فرایند، هیدرولیک و پنوماتیک و همچنین برای مهندسی خدمات ساختمان به عنوان بخشی از پروژه‌های BIM استفاده می‌شود.

## لینک‌های وب
- وب سایت رسمی: www.ام یو ام (MuM).de